# Захаров, Валерий Дмитриевич (физик)
Вале́рий Дми́триевич Заха́ров (27 октября 1938, Новопанское, Михайловский район, Рязанская область — 16 июня 2019, Москва) — советский и российский физик-теоретик, философ физики.

## Биография
Родился 27 октября 1938 года в селе в семье школьных учителей: отец был директором местной школы, а мать — учительницей начальных классов. С детства увлёкся астрономией, чем и был обусловлен его выбор специальности и научной карьеры.
В 1956—1962 годах Валерий Захаров учился на астрономическом отделении механико-математического факультета МГУ имени М. В. Ломоносова, которое вскоре было реорганизовано в астрономическое отделение физического факультета университета. Во время обучения в МГУ его научным руководителем был Абрам Леонидович Зельманов, познакомивший его с корпусом проблем общей теории относительности.
С 1962 года по 1983 год Валерий Дмитриевич работал в различных физических НИИ. В 1967 году защитил кандидатскую диссертацию по теме «Гравитационные волны в теории тяготения Эйнштейна», спустя 5 лет после защиты им была опубликована монография с одноименным названием, значительно расширившая материалы его исследований, выполненных при подготовке кандидатской диссертации. Благодаря монографии в советское научное сообщество вводится в развёрнутом виде теория гравитационных волн — нагрянувшая популярность обеспечила перевод монографии на английский язык.
С 1983 по 2009 год Валерий Дмитриевич был доцентом кафедры теоретической и прикладной механики Института открытого образования МГУП. В последние годы Захаров был старшим научным сотрудником Всероссийского института научной и технической информации РАН.
Помимо собственно физических проблем разрабатывал вопросы фундаментальных оснований физики, входящих в корпус метафизических вопросов. По философским основаниям современной физики им опубликовано несколько монографий. В свою очередь, в своих метафизических исследованиях рассматривал вопросы возможного диалога науки и религии, их точки соприкосновения. К концу жизни увлёкся также темой архетипов в литературе, по которой в 2019 году были изданы две книги.
Умер 16 июня 2019 года в результате несчастного случая.

## Работы

### Работы по физике
- Захаров, В. Д. Гравитационные волны в теории тяготения Эйнштейна / В. Д. Захаров; с предисл. А. З. Петрова. — М.: Наука, 1972. — 199 с.

### Работы по философии физики
- Захаров, В. Д. Тяготение. От Аристотеля до Эйнштейна: учеб. пособие / В. Д. Захаров. — М.: Бином. Лаборатория знаний, 2003. — 278 с. — ISBN 5-94774-040-0.
- Захаров, В. Д. Введение в метафизику природы: монография / В. Д. Захаров; М-во образования Рос. Федерации, Моск. гос. ун-т печати. — М.: МГУП, 2003. — 256 с. — ISBN 5-8122-0623-6.
- Захаров, В. Д. Физика как философия природы: монография / В. Д. Захаров. — М.: УРСС, 2004. — 229 с. — ISBN 5-354-00858-1.
- Захаров, В. Д. Физика как философия природы / В. Д. Захаров. — 2-е изд., испр. и доп. — М.: URSS, 2010. — 239 с. — ISBN 978-5-382-01181-3.
- Захаров, В. Д. От философии физики к идее Бога / В. Д. Захаров. — М.: URSS, 2010. — 238 с. — ISBN 978-5-382-01221-6.
- Захаров, В. Д. От философии физики к идее Бога / В. Д. Захаров. — Изд. 2-е. — М.: URSS, 2012. — 238 с. — ISBN 978-5-382-01330-5.
- Захаров, В. Д. Физика как философия природы. Метафизика числа и пространства. Метафизика причинности и времени / В. Д. Захаров. — М.: URSS, 2020. — 220 с. — ISBN 978-5-382-01984-0.

### Работы по филологии
- Захаров, В. Д. Архетипы литературы : тайна воздействия классики на читателя / В. Д. Захаров. — М.: URSS : ЛЕНАНД, 2019. — Кн. 1: Архетипы Вильяма Шекспира, 2019. — 167 с. — ISBN 978-5-9710-6296-7.
- Захаров, В. Д. Архетипы литературы : тайна воздействия классики на читателя / В. Д. Захаров. — М.: URSS : ЛЕНАНД, 2019. — Кн. 2: Архетипы русской литературы. — 2019. — 327 с. — ISBN 978-5-9710-6322-3.